# Лукас Хартман
Лукас Хартман (на немски: Lukas Hartmann) е швейцарски писател, автор на романи, разкази, книги за деца и пътеписи.

## Биография и творчество
Лукас Хартман е роден през 1944 г. в Берн като Ханс Рудолф Леман. Баща му е обущар и пощальон, но се обучава за търговец и дълги години работи в „Швейцарската поща“.
Хартман посещава педагогически семинар в Берн с основни предмети музика, германистика и история.
Отначало работи като учител и редактор в „Швейцарското Радио“. После следва психология, но прекъсва.
Лукас Хартман пише преди всичко романи – особено исторически – и разкази за възрастни, създава също творби в областта на детско-юношеската литература.
Живее в местността Шпигел край Берн. Женен е за депутатка в парламента на Швейцарската конфедерация.

### За възрастни
- Pestalozzis Berg, Roman, 1978, 1988
- Gebrochenes Eis, Autobiographische Aufzeichnungen, 1980
- Mahabalipuram oder Als Schweizer in Indien, Ein Reisetagebuch, 1982
- Aus dem Innern des Mediums, Roman, 1985
- Einer stirbt in Rom, Roman, 1989
- Die Seuche, Roman, 1992
- Die Wölfe sind satt, Erzählung, 1993
- Die Mohrin, Roman, 1995
- Der Konvoi, Roman, 1997
- Die Frau im Pelz. Leben und Tod der Carmen Mory, Roman, 1999
- Die Tochter des Jägers, Roman, 2002
- Die Deutsche im Dorf, Roman, 2005
- Die letzte Nacht der alten Zeit, Roman, 2007
- Bis ans Ende der Meere, Roman (über John Webber, den Expeditionsmaler auf James Cooks Südseereise 1776–1780), 2009
- Finsteres Glück, Roman, 2010
- Räuberleben, Roman, 2012
- Abschied von Sansibar, Roman, 2013
- Auf beiden Seiten, Roman, 2015[1]
- Ein passender Mieter, Roman, 2016
- Ein Bild von Lydia, Roman, 2018

### За деца и юноши
- Anna annA, 1984
- Joachim zeichnet sich weg, Ein Roman für Kinder, 1987
- Die wilde Sophie, 1990
- So eine lange Nase, 1994
- Gib mir einen Kuss, Larissa Laruss, 1996
- Die fliegende Groma, 1998
- Leo Schmetterling, 2000
- Timi Donner im Reich der Kentauren, 2000
- GloriaFuria und die schlimme Marie, 2003
- Liebe 160. Die besten Messages über Liebe und Freundschaft (als Herausgeber), 2003
- Heul nicht, kleiner Seehund!, Kinderroman, 2006
- Spuren in der Polenta, Essgeschichten und Rezepte für Kinder, 2007
- All die verschwundenen Dinge, eine Geschichte von Lukas Hartmann, mit Bildern von Tatjana Hauptmann, 2011
- Mein Dschinn, Abenteuerroman, 2014

## Награди и отличия
- 1993: Buchpreis der Stadt Bern für Die Seuche
- 1995: Schweizer Jugendbuchpreis für So eine lange Nase
- 1996: „Награда на Швейцарска Фондация „Шилер““ für Die Mohrin
- 2001: Ehrenliste des Австрийска награда за детско-юношеска книга für Leo Schmetterling
- 2010: Grosser Literaturpreis von Stadt und Kanton Bern
- 2010: Goldener Lorbeer des Sir-Walter-Scott-Preises für Bis ans Ende der Meere